# Upper West Side
Upper West Side er et kvarter i New York beliggende på Manhattan mellem Central Park og Hudson River og mellem West 59th Street and West 110th Street. Nogle definitioner af Upper West Side indbefatter også Morningside Heights.